# Gioseffo Zarlino

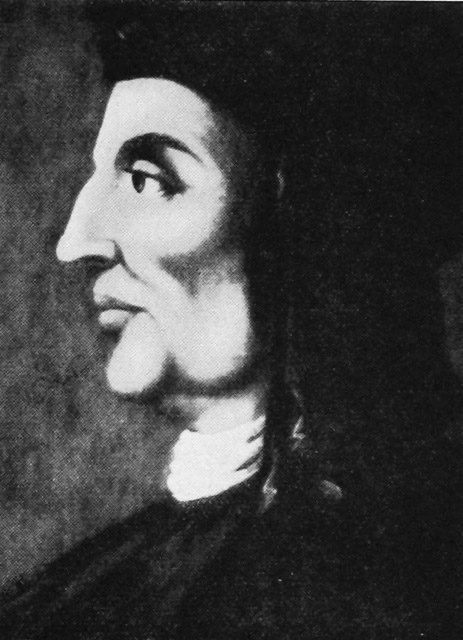
Gioseffo Zarlino

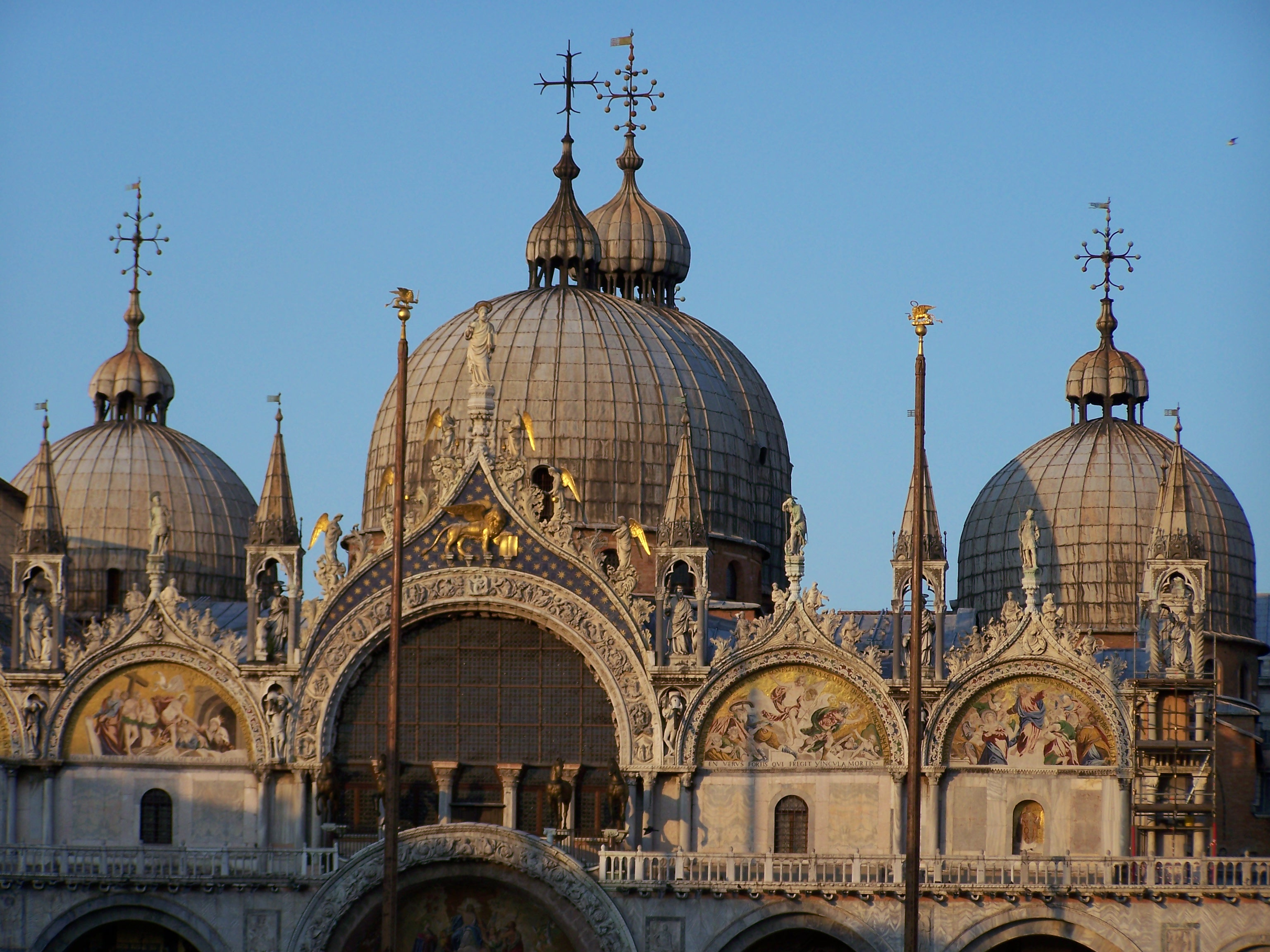
De San Marco-basiliek in Venetië

Gioseffo Zarlino (Chioggia, 31 januari of 22 maart 1517 – Venetië, 4 februari 1590) was een Italiaans muziektheoreticus en Renaissancecomponist. Hij is waarschijnlijk de bekendste muziektheoreticus tussen Aristoxenus en Rameau, en leverde een belangrijke bijdrage aan de theorie van contrapunt en stemming.

## Biografie
Zarlino is geboren in Chioggia, nabij Venetië. Hij volgde onderwijs bij de Franciscanen – waar hij muziekles kreeg van Francesco Maria Delfico – en sloot zich later zelf bij de orde aan.
In 1536 werd hij zanger in de kathedraal van Chioggia en in 1539 werd hij er deken en eerste organist. Hij werd gewijd in 1540 en ging in 1541 naar Venetië om er – samen met Cypriano de Rore – muziekles te volgen bij de Vlaming Adriaan Willaert, kapelmeester van San Marco di Venezia tot aan diens dood in 1562.
Toen de Rore in 1565 ontslag nam als kapelmeester van San Marco, nam Zarlino de taak over, een positie die hij zou bekleden tot aan zijn dood in 1590. Onder zijn leerlingen vindt men bekende figuren uit de Venetiaanse School: Claudio Merulo, Girolamo Diruta, Giovanni Croce, Vincenzo Galilei en Giovanni Artusi.

## Nalatenschap
Zarlino componeerde vrij veel, en zijn gepolijste motetten getuigen van beheersing van het contrapunt, maar hij is vooral bekend als muziektheoreticus.

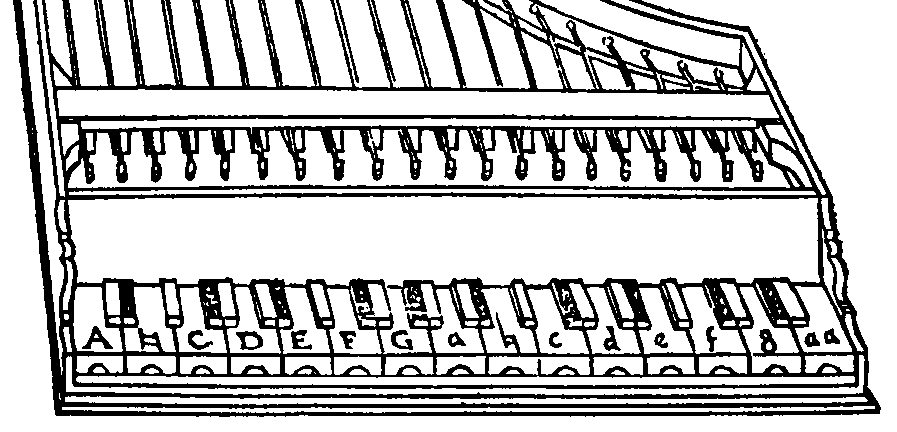
Illustratie uit Le institutione harmoniche (derde druk 1573): een manuaal met 19 toetsen per octaaf

Hoewel Pietro Aaron de eerste was die een versie van middentoonstemming beschreef, lijkt Zarlino de eerste die haar exact beschrijft met de beschrijving van 2/7- middentoonstemming in zijn Le istitutioni harmoniche in 1558. Zarlino beschrijft ook de 1/4- middentoonstemming en de 1/3-middentoonstemming als bruikbare stemmingen. Dit zijn de voorlopers van respectievelijk de 50- 31- en 19-toons gelijkzwevende stemmingen. In zijn Dimonstrationi harmoniche uit 1571, herwerkte hij de toonladders die C benadrukken en de ionische toonladder.
Zarlino was de eerste die harmonie beschouwde vanuit drieklanken, eerder dan uit intervallen.
Zijn ontwikkeling van de reine stemming volgde uit de herkenning van onvolkomenheden in het systeem van Pythagoras, en de wens een zo zuiver mogelijke klank te produceren met een beperkt aantal noten. Hij was ook de eerste die een verklaring zocht voor het oude verbod op parallelle kwinten en octaven als onderdeel van contrapunt.
Hij had ook een aanbeveling als het gaat om stemvoering. Zarlino suggereert dat de bovenste noot van grote intervallen moet stijgen en de bovenste noot van kleine intervallen moet dalen.
Zarlino's geschriften, voornamelijk gepubliceerd door Francesco Franceschi, raakten in Europa verspreid tegen het eind van de 16e eeuw. Vertalingen raakten algemeen verspreid in Frankrijk, Duitsland en Nederland, onder andere bij de studenten van Jan Pieterszoon Sweelinck en hadden op die manier hun invloed op de volgende generatie musici van de vroege Barok.
Zarlino's composities zijn conservatiever dan die van vele tijdgenoten. Zijn madrigalen vermijden zelfs homofone texturen die algemeen gangbaar waren en blijven consequent polyfoon zoals zijn motetten. Zijn werk is gepubliceerd tussen 1549 en 1567 en omvat 41 motetten, meestal voor vijf en zes stemmen, en 13 seculiere werken, meestal madrigalen voor vier en vijf stemmen.
Zarlino's theorieën werden hevig aangevallen door zijn voormalige leerling Vincenzo Galilei in twee pamfletten uit 1580. Als antwoord op Galilei's eerste boek, publiceerde Zarlino Sopplimenti musicali in 1588 waarin hij gelijkzwevende stemming voor de luit suggereerde.
Zarlino is begraven in San Lorenzo, maar het grafmonument bestaat niet meer.